# Marie Maugeret
Marie Leonne Maugeret, née le 25 juin 1844 au Lude (Sarthe) et morte le 25 juillet 1928 dans le 6e arrondissement de Paris, institutrice puis journaliste et imprimeuse française, est la fondatrice de la Société des féministes chrétiennes (1896), première association féministe catholique en France, qui s'exprime dans son journal Le Féminisme chrétien (1896-1907). Au tournant du XXe siècle, elle est la principale journaliste chrétienne à militer activement pour le droit de vote des femmes.

## Biographie
Élevée au couvent des Ursulines de Tours, Marie Maugeret est institutrice dans la Sarthe jusqu'en 1885, où elle quitte La Ferté-Bernard pour Paris. En 1896, elle annonce le lancement du Féminisme chrétien dans sa revue L'Écho littéraire de France : « Nous croyons que le moment est venu de reconnaître que l’ancien ordre des choses, respectable en lui-même et quand il répondait aux besoins et aux mœurs du temps, n’est plus en rapport avec les besoins et les mœurs de notre époque, et qu’il faut, non pas le détruire, mais le modifier pour l’y adapter, comme on modifie un vêtement selon le développement du corps qu’il doit couvrir ». Son but est clair : elle souhaite « faire pénétrer les idées féministes dans les milieux chrétiens, et les idées chrétiennes dans les milieux féministes ».
Marie Maugeret définit le féminisme comme « un mouvement d'opinion qui tend à modifier les conditions d'existence de la femme, à améliorer son sort individuel, à augmenter son action dans la famille et la société ». Elle écrit : « Ce que nous voulons ? Précisément le droit d’être ce que nous sommes : des êtres doués d’intelligence tout aussi bien que de cœur, non pas semblables, mais égaux à l’homme, capables de remplir aussi bien que lui, quelquefois mieux, et en tout cas avec plus de conscience et de sentiment du devoir, non plus les fonctions inférieures qu’il dédaigne, mais la plupart de celles dont il s’est jusqu’à ce jour réservé le monopole ».
Concrètement, ses revendications de féministe chrétienne sont la liberté de travail pour les femmes (y compris la nuit) et l'égalité de salaire, l'abolition du régime légal de la communauté des biens dans le mariage, la recherche de paternité, et, après 1898, le droit de vote.
Dès le mois d'avril, en compagnie de Marie Duclos, rédactrice-en-chef du Féminisme chrétien, Maugeret est invitée au Congrès féministe international, où malgré quelques incidents, elle est bien reçue. Elle fait partie de la délégation française conviée au Congrès féministe international de Bruxelles, en août 1897, organisé par la Ligue belge du droit des femmes de Marie Popelin. Il assure aussi quelque temps l'impression du journal féministe de Marguerite Durand, La Fronde, dont la postérité sera grande dans le mouvement féministe. En effet, La Fronde se distingue notamment par le fait d’être dirigé, rédigé, administré et composé exclusivement par des femmes. Cela est rendu possible par l’École d’imprimerie pour jeunes filles, située au 123 rue Montmartre, que Maugeret a fondée quelques années plus tôt et qui assure l’impression de plusieurs revues. Les liens semblent chaleureux, d’après la maigre correspondance disponible, et dans le troisième numéro du nouveau journal, Maugeret signe une longue tribune. 

### Lutte pour le droit de vote des femmes
À l'occasion de l'affaire Dreyfus, le Féminisme chrétien se sépare de beaucoup de mouvements féministes. Tandis que La Fronde prend parti pour Dreyfus, Marie Maugeret, antidreyfusarde et antisémite, fonde « L'Union nationaliste des femmes françaises » (1898),. Au même moment, elle se rallie franchement à la question du suffragisme : puisque la France va mal, il faut que les femmes votent pour rétablir l'ordre. Elle écrit : « Que les femmes votent ou ne votent pas, il est entendu, il est admis – et c’est même la consolation qu’on offre à celles qui réclament le bulletin – que ce sont elles qui font voter. Nous ne voyons pas pourquoi, alors, elles n’auraient pas le droit [de voter], le devoir même, et le devoir très rigoureux de se rendre compte de ce qu’elles font faire ». Il se trouve justement que les élections législatives de 1898 ont été un succès pour les antidreyfusards : le suffrage universel pourrait, habilement guidé, mener à la rédemption nationale. Mais le suffrage universel ne pourra être adopté à l'échelle nationale qu'avec l'adhésion des catholiques, qui sont encore les plus nombreux, et que Maugeret s'attèle alors à convaincre.
Son argumentaire de la rédemption d'une République de plus en plus anticléricale lui permet de se rapprocher de l'establishment catholique, qu'elle va chercher à rallier à sa cause alors qu'il reste encore officiellement hostile au suffragisme. En juin 1900, Maugeret et son groupe sont invitées au Congrès international des œuvres catholiques, sous le patronage du cardinal Richard, archevêque de Paris — deux ans plus tôt, on leur avait refusé l'entrée et le micro. Elle y défend l'idée que le féminisme, libéré de ses dimensions libre-penseuses, est un principe fondamentalement évangélique. Munie de ce sauf-conduit, elle fonde en 1901 le Cercle catholique des dames, puis les Congrès Jeanne d'Arc, qui se tiennent de 1904 à 1906 à l'Institut Catholique de Paris, et qui attirent toute la bonne société catholique. Une part croissante d'intellectuels catholiques la soutiennent : l'abbé Henri Bolo, auteur de La Femme et le clergé ; l'abbé Naudet, auteur de Pour la femme ; l'abbé Faguet, auteur de Le Féminisme ; Jules Lemaître, président de la Ligue de la Patrie Française ; Charles Turgeon, auteur de Le Féminisme français, professeur d’économie politique à Rennes (ce qui conduit Maugeret, après avoir loué son livre, à l’engager comme chroniqueur au Féminisme chrétien) ; ainsi que Max Turmann, auteur de Initiatives féminines, professeur à l’université de Fribourg.
Il se trouve qu'au même moment, la loi sur les associations donne au gouvernement de défense républicaine de Pierre Waldeck Rousseau des armes de contrôle très strict sur les congrégations religieuses, ce qui conduit environ 30 000 moines et moniales en exil. Les catholiques se vivent comme une citadelle assiégée. Avec d'autres femmes catholiques, Maugeret participe à sa première manifestation devant le ministère de l'Intérieur le 27 juillet 1902, elle parle de « droit à l'insurrection ». Les républicains ont remporté les élections législatives de 1902, alors Maugeret écrit : « l'heure est aux femmes ». La femme doit pouvoir obtenir les droits de l'homme pour accomplir les devoirs qu'il néglige. 
La crise de la Séparation des Églises et de l'État mène Maugeret à fonder la Fédération Jeanne d'Arc, qui rassemble pas moins de vingt-cinq groupes, dont la Ligue des femmes françaises et la Ligue patriotique des françaises (320 000 membres revendiquées en 1906). Dans ses statuts, la Fédération s'engage à ne pas « faire de politique », mais c'est toute la contradiction des groupes de femmes catholiques de ces années-là : ces femmes se rassemblent entre elles, hors de chez elles, pour trouver les moyens de lutter contre les politiques anticléricales du gouvernement du Bloc des gauches — seulement, elles n'appellent pas explicitement au vote. C'est en cela uniquement que Maugeret les devance, elle qui se revendique publiquement féministe. En décembre 1905, au cours d'une réunion du Cercle catholique des dames, Maugeret déclare : « C’est en effet un devoir rigoureux pour les femmes de prendre activement part à la lutte, et de ne pas se laisser arrêter par le préjugé suranné qui interdit la politique aux femmes ». 
Maugeret n'en reste pas moins encore isolée. Quelques jours plus tard, à la réunion de la Fédération, devant la frilosité des participantes à reprendre le terme de féminisme, elle lance : « Sans vous imposer le nom, puisque vous faites la chose, je ne peux pas m’empêcher de vous dire que vous êtes bien ingrates envers le féminisme, car c’est lui qui est à l’origine de tout ce que font actuellement les femmes chrétiennes, et qu’elles n’auraient jamais eu l’idée de faire si les libres-penseuses, en sortant de leurs habitudes de femmes d’intérieur pour faire ce que nous appelons le mal, ne nous avaient pas enseigné à en sortir aussi, nous, pour faire ce que nous appelons le bien. Si les femmes sont actuellement partout, si ce sont bien elles qui font tout en ce moment, nous n’avons pas le droit d’oublier que ce sont les autres, les libres-penseuses, qui nous ont donné l’exemple. N’arborez pas le mot s’il vous choque encore ; pour moi, je l’ai pris et je le garde, et d’autant plus volontiers que le clergé l’adopte et l’emploie couramment ».

### Le troisième Congrès Jeanne d'Arc: point de bascule
Au troisième Congrès Jeanne d'Arc, en 1906, l'audience a doublé. Après deux jours consacrés à la revue des œuvres féminines, le troisième aborde franchement la question politique. Cinq intervenants, dont deux prêtres, se prononcent en faveur du droit de vote — Maugeret est la plus véhémente. Au vote à main levée, le vote des femmes dans les questions professionnelles est adopté à l'unanimité ; dans les communes à la grande majorité ; dans les conseils généraux à la majorité ; aux élections législatives, à la majorité, avec une importante abstention. Mgr Péchenard, recteur de l'Institut catholique de Paris, se prononce lui aussi favorablement. Dans les jours qui suivirent, L'Univers publia deux éditoriaux explicitement suffragistes, ; la question fut débattue avec vigueur dans d'autres journaux ; et le Conseil national des femmes françaises, dominé par les protestants de Sarah Monod, inscrivit le droit de vote à l'ordre du jour de son assemblée générale. 
Seulement, un nombre important de femmes catholiques restent hostiles au suffragisme. Malgré les arguments de Maugeret, la Ligue patriotique des françaises et la Ligue des femmes françaises mettent en avant l'opposition personnelle du nouveau pape Pie X. À la suite d'une audience privée avec Camilla Theimer, écrivaine féministe autrichienne, un compte-rendu est envoyé à différents journaux, dont Le Temps, qui écrit : « Arrivant à la participation des femmes à la vie politique, le pape la condamne purement et simplement d’un ton très péremptoire : – Elettrici, deputatesse, o no ! Les femmes dans les Parlements, il ne manquerait plus que cela ! Les hommes seuls y font déjà bien assez de gâchis. Pas de femmes politiciennes... ». Pendant un temps, Maugeret se montre soupçonneuse : elle qualifie ce compte-rendu de « racontars de journal », et elle envoie elle-même une lettre au Pape pour en avoir « le cœur net ». En pèlerinage à Rome, elle obtient une audience privée du Pape, qui lui assure qu'il lui répondra bientôt. Néanmoins, en 1909, dans l'Osservatore Romano, le compte-rendu d'une audience entre le Pape et la princesse Giustiniani de l'Union des femmes catholiques italiennes est formel : Pie X est hostile au droit de vote des femmes.

### Fin de vie
En 1910, âgée de soixante-six ans, Maugeret se retire des affaires. Depuis 1907 déjà, avec le décès de son amie et rédactrice-en-chef Marie Duclos, elle ne faisait plus paraître Le Féminisme chrétien. Elle reste néanmoins secrétaire générale de la fédération jusqu'à sa mort, le 25 juillet 1928. Néanmoins, au sortir de la Première Guerre mondiale, Maugeret assiste à la renaissance de l'engouement des femmes catholiques pour le droit de vote : l'émergence du bolchévisme fait entrevoir à la droite un danger plus grand que le républicanisme ; le déportement des suffragistes vers des sujets de prédilection du parti catholique, à savoir l’alcoolisme et la dépopulation, favorisant un rapprochement des deux mouvements ; et également, l’habitude que les femmes avaient prises de vivre en l’absence des maris – absence ayant conduit même à un ajustement du Code Civil – ainsi que, sans doute, l’habitude du suffrage qui s’ancrait progressivement dans les nouvelles générations. Dès 1919, la Chambre des députés vote l’intégralité des droits politiques à 359 voix contre 95 — projet de loi rejeté par le Sénat.
Ce retournement est sans doute permis par l’acceptation définitive du suffrage par les femmes catholiques, qui furent plus d’un million à s’engager à la nouvelle Commission d’éducation sociale civique de la femme, fondée en 1919 par Jeanne Chenu. Une autre élément fut certainement déterminant : en juillet 1919, dans une interview accordée à Annie Christich, une journaliste suffragiste catholique, le nouveau pape Benoît XV a invité les femmes catholiques à se saisir du droit de vote comme d'une arme. Dans un discours à la jeunesse féminine catholique la même année, le pape développe ce thème de l’élargissement des devoirs religieux féminins au domaine civique et politique. Par conséquent, les dernières digues qui s'élevaient contre Maugeret ont cédé. Il faudra encore vingt-cinq ans pour que le droit de vote des femmes soit obtenu en France.
Son exemple inspira à l'étranger la naissance des premiers mouvements féministes catholiques : au Québec la Fédération nationale Saint-Jean-Baptiste de Marie Lacoste-Gérin-Lajoie et en Belgique le Féminisme chrétien de Belgique de Louise Van den Plas.

### Publications de Marie Maugeret
La revue féministe dirigée par Marie Maugeret porte plusieurs noms successifs selon les absorptions et les publications conjointes :
- 1896 : Le Féminisme chrétien  (ISSN 1956-9653)
- 1896-1898 (février à mai) : Le Féminisme chrétien et la Revue des femmes russes
- 1898-1924 : Le Féminisme Chrétien et L'Echo littéraire de France
- 1924-1929 : Questions féminines et questions féministes : organe de la Fédération et des Congrès Jeanne d'Arc (réunissant : Le Devoir des femmes françaises, Le Féminisme chrétien et L'Echo littéraire de France)

Autres articles et ouvrages de Marie Maugeret :
- 1880 : La science à travers les champs. Tours, A. Mame et fils éd., 228 p.
- 1897 : « Le féminisme chrétien », La Fronde, 11 décembre.
- 1905 : « Le féminisme chrétien », L'Univers, 20 février.
- 1923 : Vieilles gens, vieilles choses (souvenirs d'enfance), prix Lafontaine de l’Académie française en 1924
- 1925 : Choses effeuillées

### Fonds d'archives
- Bibliothèque Marguerite Durand (Paris) : Lettres adressées à Marguerite Durand (091 MAU), dossier documentaire (DOS MAT), journal Le Féminisme chrétien
- Bibliothèque de l'Université de Stanford : Le Féminisme chrétien et l’écho littéraire de France, 1896-1898
- Bibliothèque historique de la ville de Paris : Fonds Bouglé, dossier 523.